# Julius Geyer
Julius Geyer (* 2. Juli 1876; † 1945) war ein deutscher Ingenieur und Energiemanager.

## Leben
Julius Geyer studierte Ingenieurwissenschaften an der Technischen Hochschule München. 1898 wurde er Mitglied des Corps Rheno-Palatia München. Nach Abschluss des Studiums als Ingenieur schlug er eine Laufbahn in der Industrie ein. Er war Oberingenieur und später Generaldirektor der Gesellschaft für Gasindustrie in Augsburg. Danach war er Generaldirektor und Vorstandsmitglied der Isaria Zählerwerke AG in München.
Weiterhin war Geyer Aufsichtsratsmitglied der Brown, Boveri & Cie. AG in Mannheim, Mitglied der Industrie- und Handelskammer zu München, Vorstandsmitglied des Bayerischen Industriellenverbandes und stellvertretender Vorsitzender seiner Ortsgruppe München. Er gehörte dem Verein Deutscher Ingenieure (VDI) und dem Augsburger Bezirksverein des VDI an. Von 1917 bis 1919 war er stellvertretender Vorsitzender des Deutschen Vereins von Gas- und Wasserfachmännern.

## Auszeichnungen
- Ernennung zum Bayerischen Kommerzienrat[4]